# Quarterback titolari dei New York Giants
Questi quarterback sono partiti come titolari per i New York Giants della National Football League. Sono inseriti in ordine di data a partire dalla prima partenza come titolari nei Giants.

## Quarterback titolari
Lista di tutti i quarterback titolari dei New York Giants. Il numero tra parentesi indica il numero di gare da titolare giocate nella stagione:

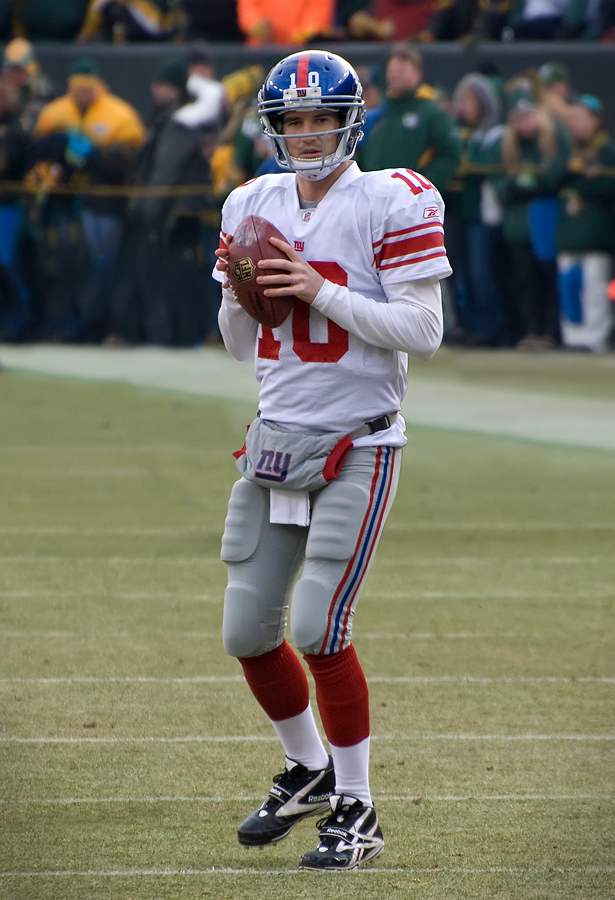
Eli Manning, 2004-2019

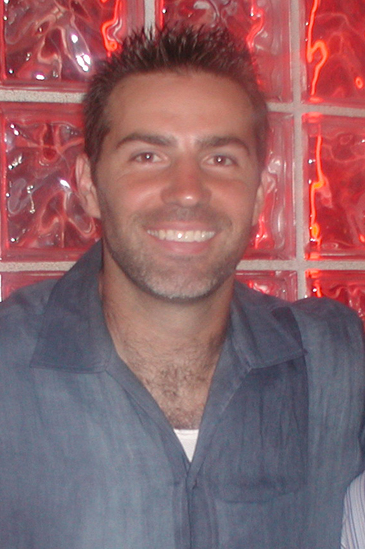
Kurt Warner, 2004

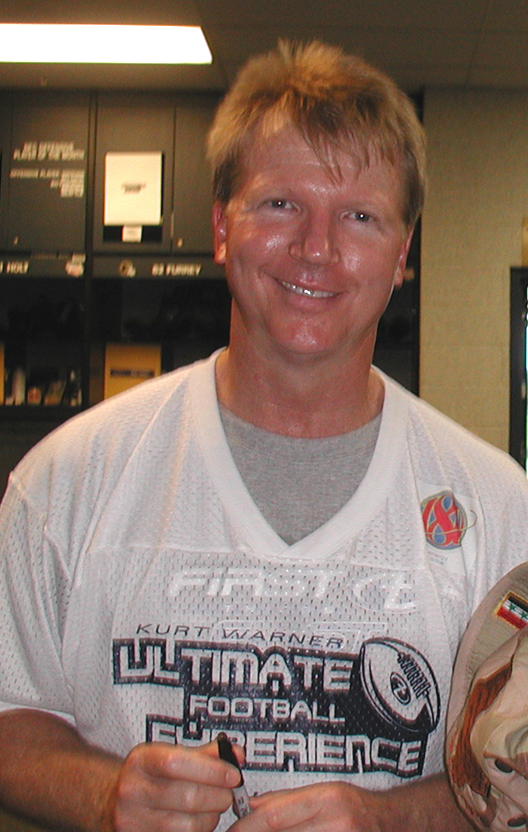
Phil Simms, 1979-1993

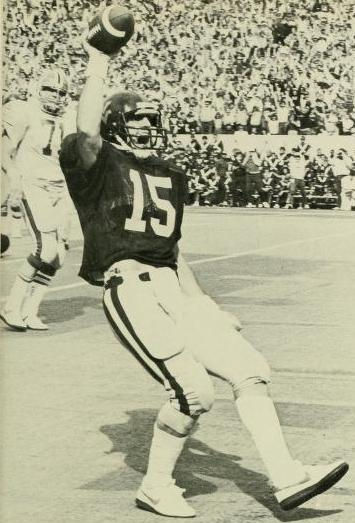
Jeff Hostetler, 1988-1992

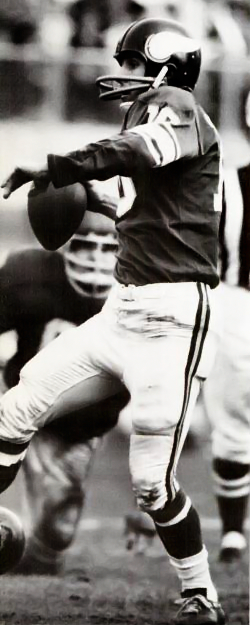
Fran Tarkenton, 1967-1971

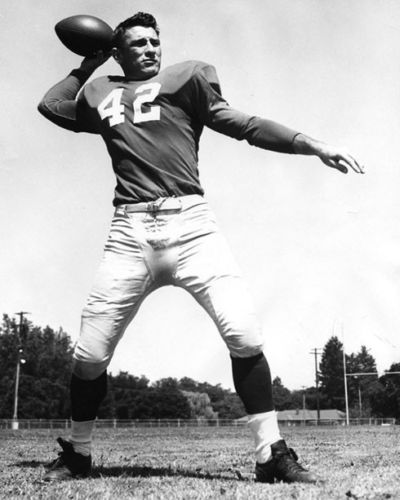
Charlie Conerly, 1948-1961

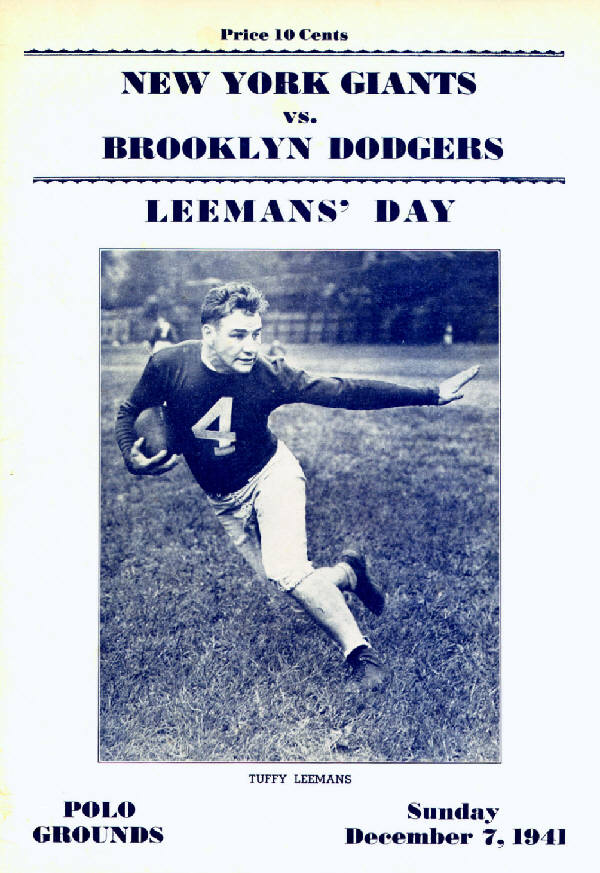
Tuffy Leemans, 1941-1943

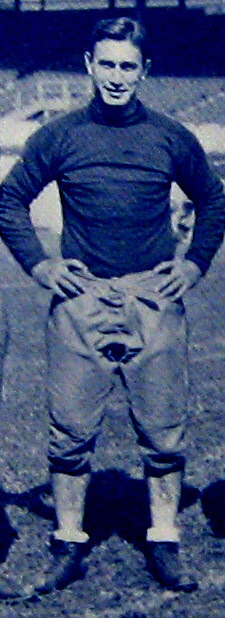
Benny Friedman, 1929-1931

| Quarterback titolari dei New York Giants |                                                                          |
| Anno                                     | Quarterback                                                              |
| 2019                                     | Daniel Jones (12) / Eli Manning (4)                                      |
| 2018                                     | Eli Manning (16)                                                         |
| 2017                                     | Eli Manning (15) / Geno Smith (1)                                        |
| 2016                                     | Eli Manning (16)                                                         |
| 2015                                     | Eli Manning (16)                                                         |
| 2014                                     | Eli Manning (16)                                                         |
| 2013                                     | Eli Manning (16)                                                         |
| 2012                                     | Eli Manning (16)                                                         |
| 2011                                     | Eli Manning (16)                                                         |
| 2010                                     | Eli Manning (16)                                                         |
| 2009                                     | Eli Manning (16)                                                         |
| 2008                                     | Eli Manning (16)                                                         |
| 2007                                     | Eli Manning (16)                                                         |
| 2006                                     | Eli Manning (16)                                                         |
| 2005                                     | Eli Manning (16)                                                         |
| 2004                                     | Kurt Warner (9) / Eli Manning (7)                                        |
| 2003                                     | Kerry Collins (13) / Jesse Palmer (3)                                    |
| 2002                                     | Kerry Collins (16)                                                       |
| 2001                                     | Kerry Collins (16)                                                       |
| 2000                                     | Kerry Collins (16)                                                       |
| 1999                                     | Kent Graham (9) / Kerry Collins (7)                                      |
| 1998                                     | Danny Kanell (10) / Kent Graham (6)                                      |
| 1997                                     | Danny Kanell (10) / Dave M. Brown (6)                                    |
| 1996                                     | Dave M. Brown (16)                                                       |
| 1995                                     | Dave M. Brown (16)                                                       |
| 1994                                     | Dave M. Brown (15) / Kent Graham (1)                                     |
| 1993                                     | Phil Simms (16)                                                          |
| 1992                                     | Jeff Hostetler (9) / Phil Simms (4) / Kent Graham (3)                    |
| 1991                                     | Jeff Hostetler (12) / Phil Simms (4)                                     |
| 1990                                     | Phil Simms (14) / Jeff Hostetler (2)                                     |
| 1989                                     | Phil Simms (15) / Jeff Hostetler (1)                                     |
| 1988                                     | Phil Simms (15) / Jeff Hostetler (1)                                     |
| 1987                                     | Phil Simms (9) / Jeff Rutledge (4) / Mike Busch (1) / Jim Crocicchia (1) |
| 1986                                     | Phil Simms (16)                                                          |
| 1985                                     | Phil Simms (16)                                                          |
| 1984                                     | Phil Simms (16)                                                          |
| 1983                                     | Scott Brunner (12) / Jeff Rutledge (4)                                   |
| 1982                                     | Scott Brunner (9)                                                        |
| 1981                                     | Phil Simms (10) / Scott Brunner (6)                                      |
| 1980                                     | Phil Simms (13) / Scott Brunner (3)                                      |
| 1979                                     | Phil Simms (12) / Joe Pisarcik (4)                                       |
| 1978                                     | Joe Pisarcik (12) / Jerry Golsteyn (2) / Randy Dean (2)                  |
| 1977                                     | Joe Pisarcik (11) / Jerry Golsteyn (3)                                   |
| 1976                                     | Craig Morton (12) / Norm Snead (2)                                       |
| 1975                                     | Craig Morton (14)                                                        |
| 1974                                     | Craig Morton (8) / Norm Snead (5) / Jim Del Gaizo (1)                    |
| 1973                                     | Norm Snead (8) / Randy Johnson (6)                                       |
| 1972                                     | Norm Snead (13) / Randy Johnson (1)                                      |
| 1971                                     | Fran Tarkenton (13) / Randy Johnson (1)                                  |
| 1970                                     | Fran Tarkenton (14)                                                      |
| 1969                                     | Fran Tarkenton (14)                                                      |
| 1968                                     | Fran Tarkenton (14)                                                      |
| 1967                                     | Fran Tarkenton (14)                                                      |
| 1966                                     | Earl Morrall (7) / Gary Wood (7)                                         |
| 1965                                     | Earl Morrall (14)                                                        |
| 1964                                     | Y.A. Tittle (11) / Gary Wood (3)                                         |
| 1963                                     | Y.A. Tittle (14)                                                         |
| 1962                                     | Y.A. Tittle (14)                                                         |
| 1961                                     | Y.A. Tittle (10) / Charlie Conerly (4)                                   |
| 1960                                     | Charlie Conerly (8) / George Shaw (4)                                    |
| 1959                                     | Charlie Conerly (10) / George Shaw (1) / Don Heinrich (1)                |
| 1958                                     | Charlie Conerly (6) / Don Heinrich (6)                                   |
| 1957                                     | Charlie Conerly (8) / Don Heinrich (4)                                   |
| 1956                                     | Don Heinrich (12)                                                        |
| 1955                                     | Don Heinrich (7) / Charlie Conerly (5)                                   |
| 1954                                     | Charlie Conerly (10) / Bob Clatterbuck (2)                               |
| 1953                                     | Charlie Conerly (11) / Arnie Galiffa (1)                                 |
| 1952                                     | Charlie Conerly (11) / Tom Landry (1)                                    |
| 1951                                     | Charlie Conerly (11) / Travis Tidwell (1)                                |
| 1950                                     | Charlie Conerly (8) / Travis Tidwell (4)                                 |
| 1949                                     | Charlie Conerly                                                          |
| 1948                                     | Charlie Conerly / Paul Governali                                         |
| 1947                                     | Paul Governali                                                           |
| 1946                                     | Frank Filchock                                                           |
| 1945                                     | Arnie Herber                                                             |
| 1944                                     | Arnie Herber                                                             |
| 1943                                     | Tuffy Leemans / Emery Nix                                                |
| 1942                                     | Tuffy Leemans                                                            |
| 1941                                     | Tuffy Leemans                                                            |
| 1940                                     | Eddie Miller                                                             |
| 1939                                     | Ed Danowski                                                              |
| 1938                                     | Ed Danowski                                                              |
| 1937                                     | Ed Danowski                                                              |
| 1936                                     | Ed Danowski / Tony Sarausky                                              |
| 1935                                     | Ed Danowski                                                              |
| 1934                                     | Harry Newman                                                             |
| 1933                                     | Harry Newman                                                             |
| 1932                                     | Hap Moran / Jack McBride                                                 |
| 1931                                     | Hap Moran / Benny Friedman / Red Smith                                   |
| 1930                                     | Benny Friedman                                                           |
| 1929                                     | Benny Friedman                                                           |
| 1928                                     | Bruce Caldwell / Hinkey Haines                                           |
| 1927                                     | Hinkey Haines                                                            |
| 1926                                     | Hinkey Haines                                                            |
| 1925                                     | Hinkey Haines                                                            |